# كانغ إن
كم يونغ وون (بالهانغول: 김영운؛ بالهانجا: 金永云) ولد في 17 يناير عام 1985، معروف باسم كانغ إن (بالهانغول: 강인؛ بالهانجا: 强仁). هو مغني كوري جنوبي وممثل ورئيس تشريفات. وهو عضو في الفرقة الشبابية سوبر جونيور.

## روابط خارجية
- كانغ إن على موقع IMDb (الإنجليزية)
- كانغ إن على موقع ميوزك برينز (الإنجليزية)
- كانغ إن على موقع ديسكوغز (الإنجليزية)
- سوبر جونير — الموقع الكوري الرسمي (إس إم إنترتينمنت)
- كانغ إن على تويتر